# Moralność pani Dulskiej (Teatr Telewizji 1992)
Moralność pani Dulskiej – spektakl Teatru Telewizji z 1992 roku. Widowisko jest adaptacją sztuki Gabrieli Zapolskiej pod tym samym tytułem. Zaliczony został do Złotej Setki Teatru Telewizji.

## Obsada[3]
- Anna Seniuk (Pani Dulska),
- Janusz Michałowski (Felicjan Dulski),
- Grzegorz Damięcki (Zbyszko),
- Magdalena Komornicka (Hesia),
- Iwona Marciniec (Mela),
- Bożena Miller-Małecka (Juliasiewiczowa),
- Danuta Stenka (Lokatorka),
- Małgorzata Pieńkowska (Hanka),
- Elżbieta Kępińska (Tadrachowa)